# Life Insurance Corporation of India
Life Insurance Corporation of India (LIC) — крупнейшая страховая компания Индии, созданная в 1956 году национализацией страховой отрасли страны. Занимает 69 % рынка страхования жизни в Индии (этот рынок является десятым крупнейшим в мире). Сеть компании насчитывает 11,3 тысячи отделений и 2,28 млн страховых агентов.
Первая компания по страхованию жизни в Индии была основана в 1818 году (Oriental Life Insurance Company); как и многие последовавшие за ней, она была основана европейцами и обслуживала в основном колонизаторов. Первой индийской компанией по страхованию жизни стала Bombay Mutual Life Assurance Society, основанная в 1870 году. В 1912 году был принят закон, регулирующий рынок страхования жизни в Индии. К 1938 году в стране работало 176 страховщиков жизни, многие из них существовали недолго, чем подрывали доверие населения к страховым компаниям. 19 января 1956 года все 245 работавшие на тот момент компании Индии по страхованию жизни были национализированы и объединены в Life Insurance Corporation of India (Корпорацию страхования жизни Индии), начавшую работу 1 сентября того же года. До конца 1990-х годов корпорация оставалась монополистом на рынке страхования жизни.
Основным видом деятельности является страхование жизни, также компания занимается медицинским страхованием, ипотечным кредитованием, управлением активами и пенсионными фондами, выпускает кредитные карты для сотрудников и держателей полисов, есть небольшой дочерний банкover IDBI Bank. Выручка за финансовый год, закончившийся 31 марта 2020 года, составила 6,16 трлн рупий, из них 3,79 трлн пришлось на страховые премии, 2,35 трлн на инвестиционный доход.
Деятельность в основном сосредоточена в Индии, зарубежная активность представлена дочерней компанией в Сингапуре (основана в 2012 году) и совместными предприятиями в Бахрейне (с 1989 года, работает также в Кувейте, Омане, ОАЭ и Катаре), Непале (с 2001 года), Шри-Ланке (с 2002 года), Кении (с 1978 года), Саудовской Аравии (с 2007 года), Бангладеш (с 2015 года).
| Год            | 2006  | 2007  | 2008  | 2009  | 2010  | 2011  | 2012  | 2013  | 2014  | 2015  | 2016  | 2017  | 2018  | 2019  | 2020  |
| -------------- | ----- | ----- | ----- | ----- | ----- | ----- | ----- | ----- | ----- | ----- | ----- | ----- | ----- | ----- | ----- |
| Оборот         | 1,321 | 1,744 | 2,064 | 2,003 | 2,987 | 2,993 | 2,873 | 3,263 | 3,800 | 4,075 | 4,242 | 4,926 | 5,236 | 5,608 | 6,159 |
| Чистая прибыль | 0,006 | 0,008 | 0,008 | 0,009 | 0,011 | 0,012 | 0,013 | 0,014 | 0,017 | 0,018 | 0,025 | 0,022 | 0,024 | 0,027 | 0,027 |
| Активы         | 5,524 | 6,519 | 8,038 | 8,736 | 11,52 | 13,17 | 14,18 | 15,60 | 17,62 | 20,31 | 22,10 | 25,72 | 28,45 | 31,12 | 31,96 |